# Drosophila myamaungi
Drosophila myamaungi este o specie de muște din genul Drosophila, familia Drosophilidae, descrisă de Masanori Joseph Toda în anul 1991.
Este endemică în Myanmar. Conform Catalogue of Life specia Drosophila myamaungi nu are subspecii cunoscute.